# Mount Sharp
Mount Sharp är ett berg i Antarktis. Det ligger i Västantarktis. Chile gör anspråk på området. Toppen på Mount Sharp är 3 000 meter över havet, eller 631 meter över den omgivande terrängen. Bredden vid basen är 3,3 km.
Terrängen runt Mount Sharp är kuperad västerut, men österut är den bergig. Trakten är obefolkad. Det finns inga samhällen i närheten. 